# Dysodia monava
Dysodia monava är en fjärilsart som beskrevs av Dyar 1913. Dysodia monava ingår i släktet Dysodia och familjen Thyrididae. Inga underarter finns listade i Catalogue of Life.